# Three (álbum de Four Tet)
Three es el duodécimo álbum de estudio del músico electrónico británico Four Tet. Se lanzó el 15 de marzo de 2024 a través de Text Records.

## Antecedentes
Después del lanzamiento de dos álbumes en solitario en 2020, el músico colaboró con otros artistas, incluidos Madlib, Skrillex y Fred Again, y libró una batalla legal con Domino Recording Company en relación con las regalías de streaming en 2021 y 2022. Volviendo a sus esfuerzos en solitario, Hebden lanzó el sencillo principal de su próximo álbum "Three Drums" el 27 de abril de 2023, "un muro de ruido electrónico" apoyado por un "ritmo relajado" y un toque de "hip-hop de principios de los 90". La canción de apertura, "Loved", se lanzó el 10 de enero de 2024 y presenta un "ritmo de batería suave y lento" combinado con "sonidos de teclado suaves".
El músico anunció Three el 14 de febrero, junto con el lanzamiento de "Daydream Repeat", descrito como "magníficamente hipnótico". La carátula del álbum fue diseñada por Jason Evans y Matthew Cooper. Para promocionar el disco, Hebden organizará el evento "Four Tet & Friends" en Nueva York del 4 al 5 de mayo con actuaciones de Floating Points, UFO y otros.

## Lista de canciones
| N.º | Título                       | Duración |  |
| 1.  | «Loved»                      | 4:03     |  |
| 2.  | «Gliding Through Everything» | 4:08     |  |
| 3.  | «Storm Crystals»             | 6:40     |  |
| 4.  | «Daydream Repeat»            | 6:08     |  |
| 5.  | «Skater»                     | 4:15     |  |
| 6.  | «31 Bloom»                   | 5:52     |  |
| 7.  | «So Blue»                    | 5:29     |  |
| 8.  | «Three Drums»                | 8:15     |  |